# Collatio lustralis

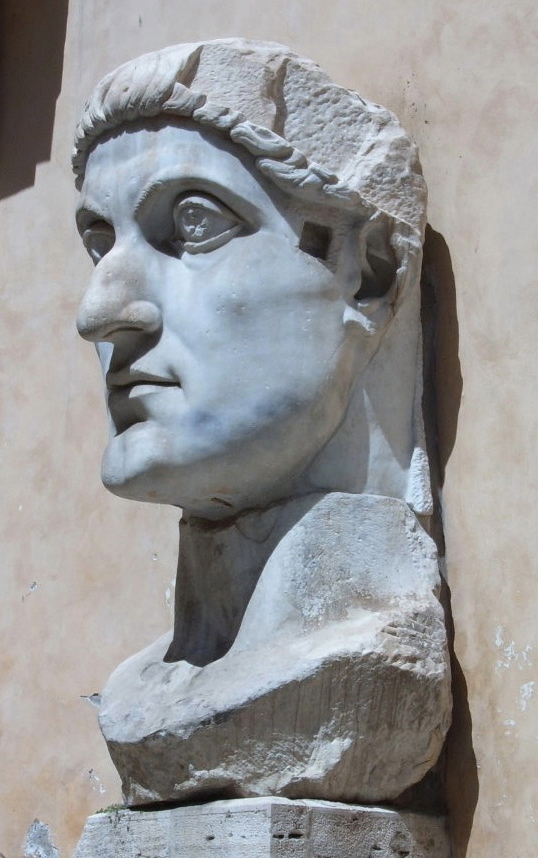
Costantino I, istitutore della tassa

La collatio lustralis era una tassa sui "commercianti nell'accezione più ampia" vigente all'epoca dell'Impero romano. Nell'Impero romano d'Oriente (o bizantino), la tassa era nota come chrysargyron (in greco χρυσάργυρον?) oppure chrysargyrum, termine derivante dalle parole greche χρυσός ("oro") e ἄργυρος ("argento"), che inizialmente erano le forme di pagamento richieste. La tassa fu istituita nel IV secolo da Costantino I ed era riscossa ogni quattro anni sia nell'Impero romano d'Occidente sia in quello d'Oriente. La tassa era a carico dei mercanti, usurai, artigiani e di tutti coloro che venivano pagati per il proprio lavoro, comprese le prostitute. Furono però esentati medici, docenti e i contadini venditori del loro stesso prodotto. La tassa rimase in vigore nei regni ostrogoto e visigoto anche in seguito alla caduta dell'Impero d'Occidente. Nell'Impero d'Oriente fu abrogata nel 498 dall'Imperatore Anastasio.

## Storia
Secondo lo storico greco Zosimo (vissuto a cavallo tra V e VI secolo), a introdurre la tassa sarebbe stato l'imperatore Costantino I, forse intorno al 325:
(Zosimo, Storia Nuova, II, 38.1-2 (traduzione di Fabrizio Conca).)
Tale tesi fu contestata dallo storico ecclesiastico Evagrio, vissuto verso la fine del VI secolo, che attaccò il pagano Zosimo accusandolo di aver voluto diffamare Costantino semplicemente in quanto imperatore cristiano attribuendogli falsamente dei misfatti come l'introduzione della tassa collatio lustralis.
Libanio, Zosimo ed Evagrio enumerano esempi delle sofferenze patite dai contribuenti gravati dal pagamento della tassa in questione ogni quattro anni, sostenendo che i genitori erano costretti a vendere i loro figli e a prostituire le proprie figlie al fine di raccogliere la somma richiesta. Secondo Zosimo:
(Zosimo, Storia Nuova, II, 38.2-3 (traduzione di Fabrizio Conca).)
Nel 498 la tassa fu soppressa nell'Impero romano d'Oriente dall'imperatore Anastasio I nell'ambito delle sue riforme fiscali e monetarie. Secondo Evagrio, l'imperatore Anastasio, dopo aver fatto bruciare addirittura i registri attestanti l'esazione per impedire ai suoi successori di ripristinare la tassa in questione, adottò uno stratagemma per assicurarsi che la distruzione fosse completa, dichiarando agli esattori di essersi pentito dell'abrogazione e ordinando loro di reperire i documenti da cui era possibile ricostruire il contenuto dei registri bruciati sostenendo che gli servissero per poter ripristinare la tassa; in realtà, dopo aver ricevuto dagli esattori i documenti in questione ed essersi fatto giurare da essi che la loro ricerca negli archivi era stata accurata e non esistevano altri documenti del genere, l'Imperatore li fece bruciare. Secondo Giosuè lo Stilita la popolazione della città di Edessa, che era gravata da una tassa di 140 libbre d'oro ogni quattro anni (equivalenti alla cifra di 2 520 solidi all'anno), quando fu informata dell'abrogazione del chrysargyron, festeggiò la lieta notizia per una settimana intera:
(Giosue lo Stilita, Cronaca, 31.)